# Thelairaporia pollinosa
Thelairaporia pollinosa är en tvåvingeart som beskrevs av Guimaraes 1980. Thelairaporia pollinosa ingår i släktet Thelairaporia och familjen parasitflugor. Inga underarter finns listade i Catalogue of Life.